# ورنر وینج
ورنر وینج (انگلیسی: Vernor Vinge؛ زادهٔ ۲ اکتبر ۱۹۴۴- درگذشته ۲۰ مارس ۲۰۲۴) ریاضی‌دان، مهندس رایانه، پدیدآور، و رمان‌نویس اهل ایالات متحده آمریکا بود. او نویسنده داستان‌های علمی تخیلی و استاد بازنشسته آمریکایی بود که در دانشگاه ایالتی سن‌دیگو ریاضیات و علوم رایانه تدریس می‌کرد. او اولین رواج دهنده مفهوم تکنولوژیک در مقیاس وسیع و از اولین نویسندگانی است که «فضای مجازی» داستانی ارائه کرده است.
او برنده جایزه هوگو برای رمان‌های آتشی در اعماق (۱۹۹۲)، عمیقی در آسمان (۱۹۹۹)، پایان رنگین کمان (۲۰۰۶)، و رمان‌های زمان‌های سریع در فیرمونت بالا (۲۰۰۲) و هیولای کوکی (۲۰۰۴) شد.